# Sedniw
Sedniw (ukrainisch Седнів; russisch Седнев/Sednew) ist eine Siedlung städtischen Typs in der Oblast Tschernihiw der Ukraine mit etwa 1400 Einwohnern (Stand: 2004).

## Geschichte
Die Stadt wurde 1068 zum ersten Mal erwähnt.

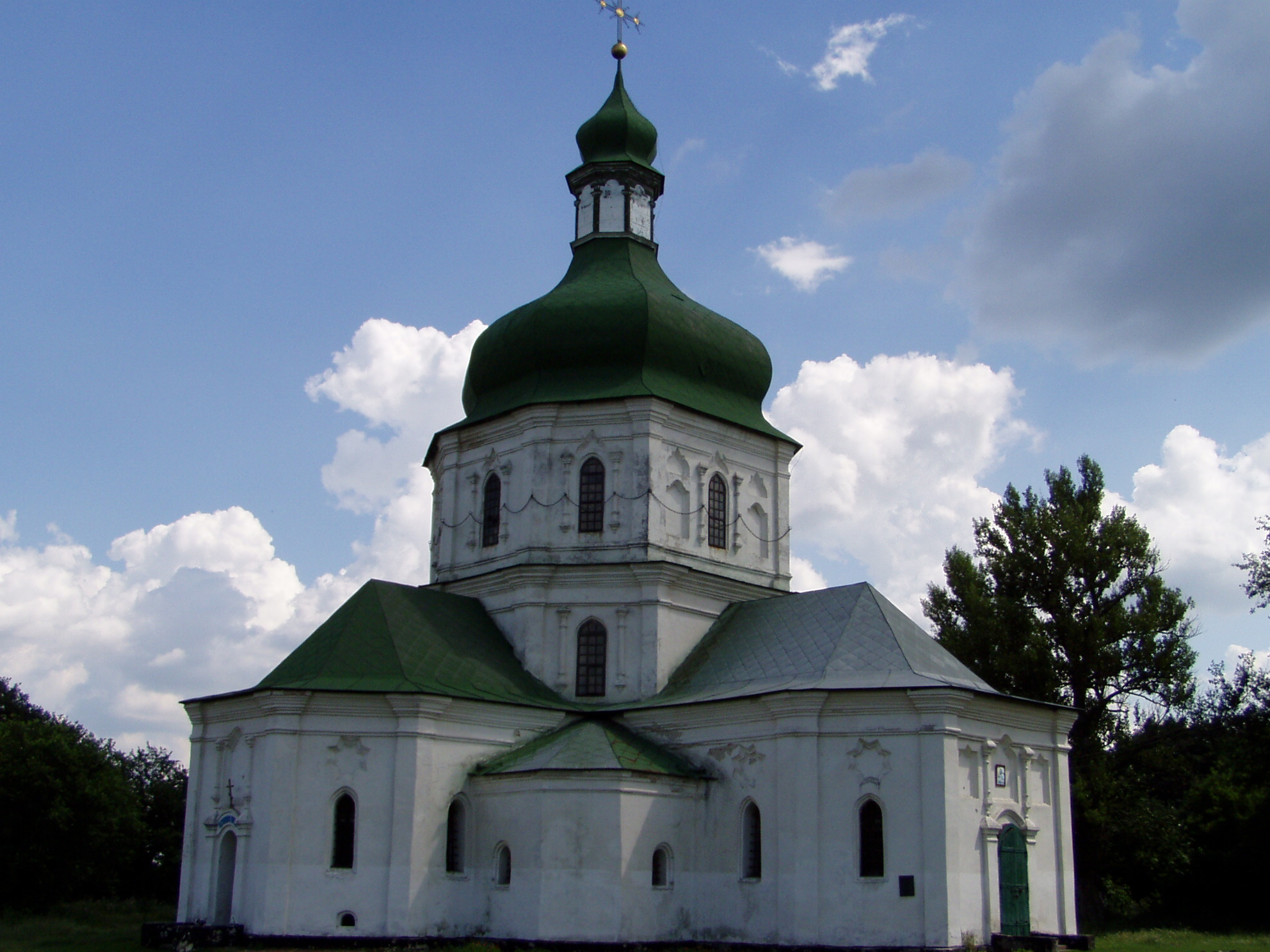
Steinerne Kirche in Sedniw
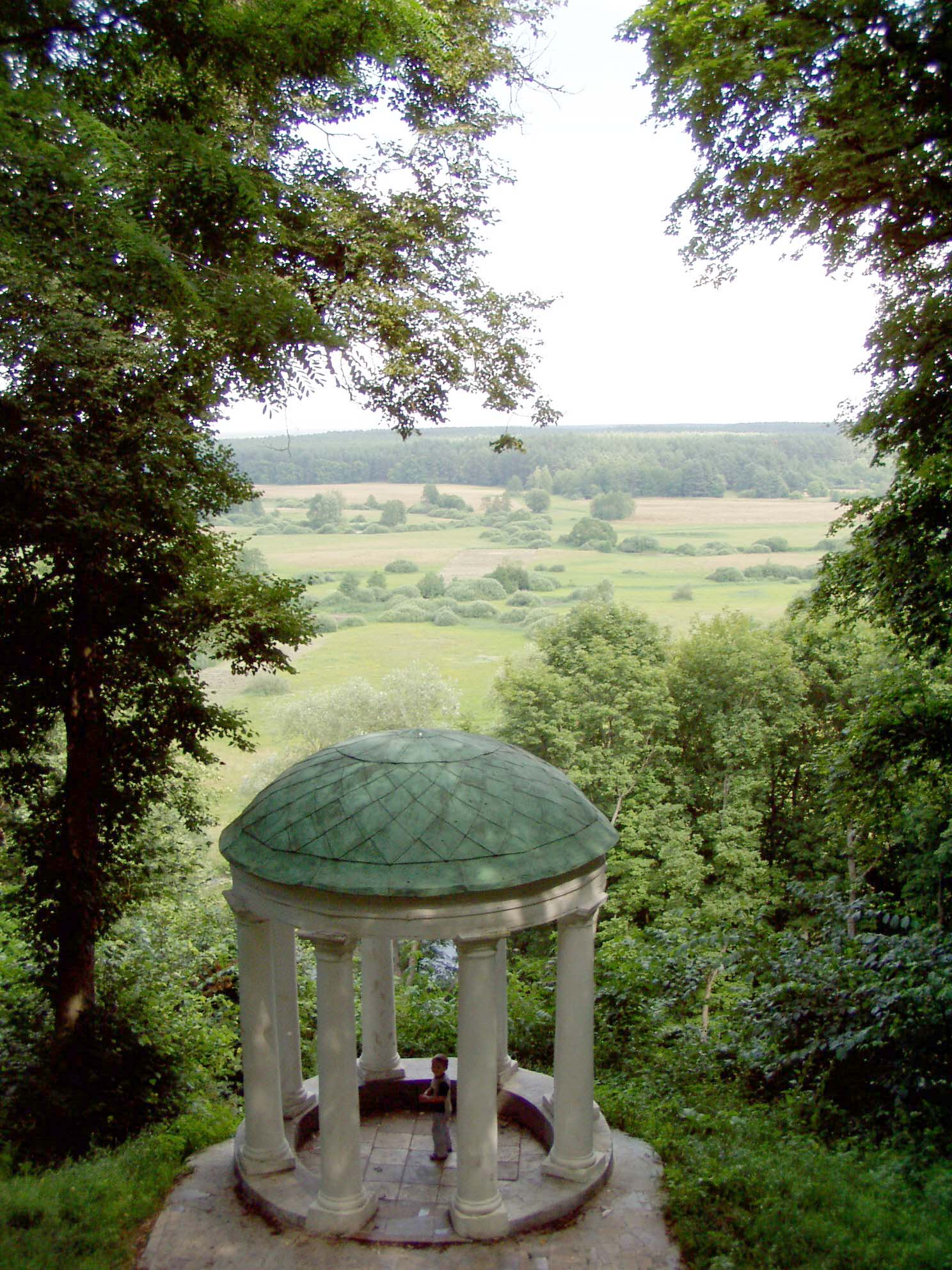
Hlibow-Pavillon in Sedniw
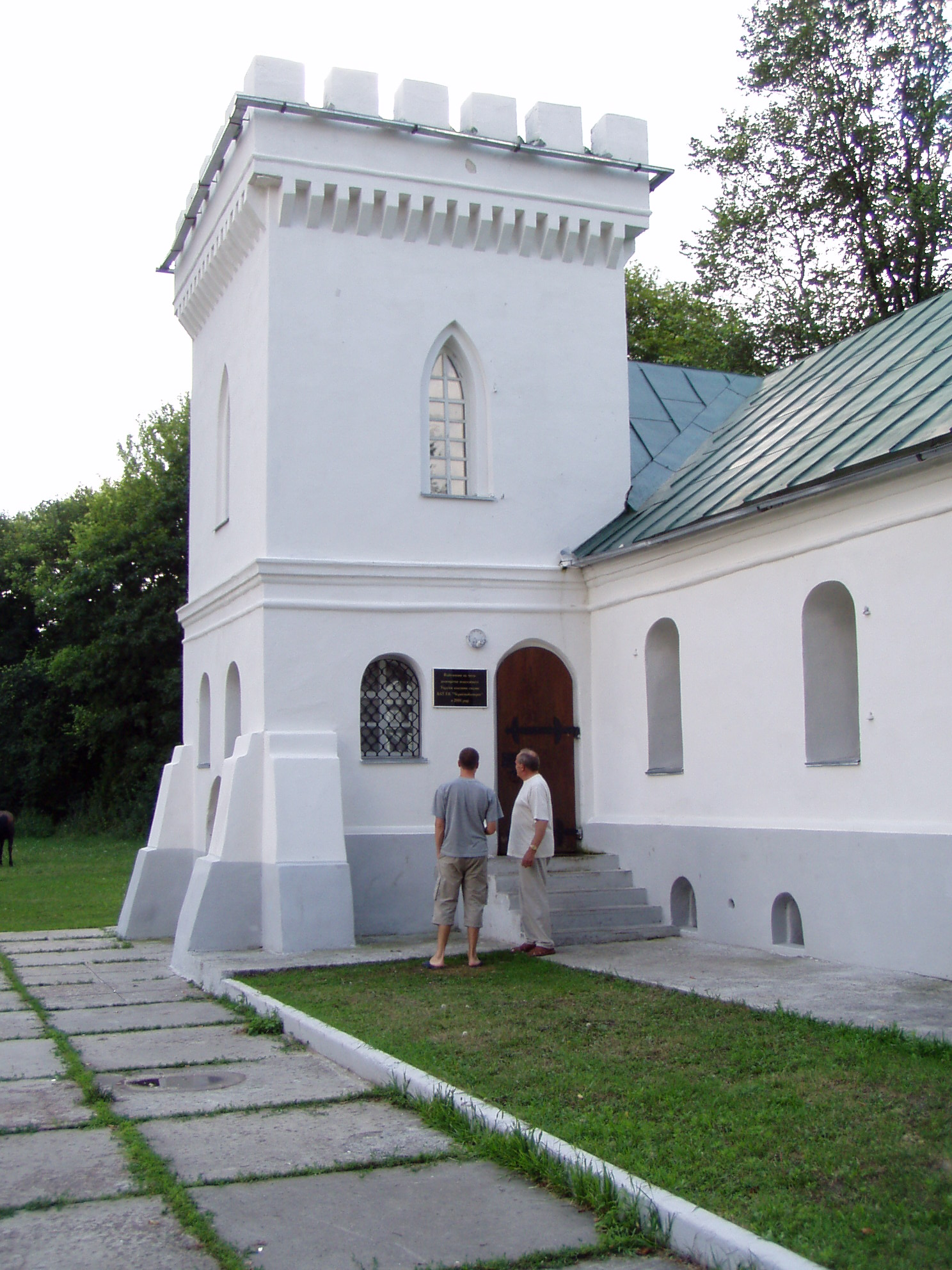
Kirche in Sedniw

## Verwaltungsgliederung
Am 12. Juni 2020 wurde die Siedlung zum Zentrum der neugegründeten Siedlungsgemeinde Sedniw (Седнівська селищна громада/Sedniwska selyschtschna hromada). Zu dieser zählen auch die 6 in der untenstehenden Tabelle aufgelisteten Dörfer sowie die Ansiedlung Nowe, bis dahin bildete sie zusammen mit dem Ansiedlung Nowe die gleichnamige Siedlungsratsgemeinde Sedniw (РіпкинсСеднівськаька селищна рада/Sedniwska selyschtschna rada) im Nordosten des Rajons Tschernihiw.
Folgende Orte sind neben dem Hauptort Sedniw Teil der Gemeinde:
| Name                     | Name           | Name                              |
| ukrainisch transkribiert | ukrainisch     | russisch                          |
| ------------------------ | -------------- | --------------------------------- |
| Klotschkiw               | Клочків        | Клочков (Klotschkow)              |
| Laschuky                 | Лашуки         | Лашуки (Laschuki)                 |
| Makyschyn                | Макишин        | Макишин (Makischin)               |
| Malyj Dyrtschyn          | Малий Дирчин   | Малый Дырчин (Maly Dyrtschin)     |
| Nowe                     | Нове           | Новое (Nowoje)                    |
| Tschernysch              | Черниш         | Черныш                            |
| Welykyj Dyrtschyn        | Великий Дирчин | Великий Дырчин (Weliki Dyrtschin) |

## Persönlichkeiten
- Andrij Lysohub  (1804–1864), ukrainischer Gutsbesitzer, Mäzen und Unterstützer von Taras Schewtschenko war Besitzer des Ortes und lebte hier.
- Dmytro Lysohub (1849–1879), ukrainischer Populist und Revolutionär im Russischen Reich
- Fedir Lysohub (1851–1928), ukrainischer Minister kam im Ort zur Welt
- Agnija Desnizkaja (1912–1992),  sowjetische Linguistin, Albanologin und Hochschullehrerin